# Hróar Tungugoði
Hróar Unason más conocido como Hróar Tungugoði (n. 940) fue un caudillo vikingo y goði de Skogahverfi en Islandia a finales del siglo X. Aparece como personaje histórico en las sagas de los islandeses, Landnámabók, saga de Fljótsdæla, saga de Reykdæla ok Víga-Skútu y la saga de Njál, pero los datos sobre su figura no siempre coinciden. Posiblemente la saga de los islandeses se basó en otra saga que lleva su nombre, Hróars saga Tungugoða pero nada de la obra se ha conservado hasta hoy.
Hróar era descendiente de Gardar Svavarsson, uno de los primeros colonos de Islandia. Su esposa Arngunnr, era hija de Hamundur Gunnarsson, por lo tanto hermana de Kolskegg, Hjörtr y Gunnar Hámundarson, los tres famosos guerreros vikingos de la saga de Njál.
Gwyn Jones resalta su figura histórica como ejemplo del panescandinavismo de la época. Su padre era Uni el Danés (hijo del sueco Gardar Svavarsson), que sirvió junto a Harald I de Noruega y su madre era Thorunn, hija de Leiðólfur kappi, un colono noruego en Islandia, por lo tanto Hróar pertenecía a clanes de los cuatro rincones escandinavos con vínculos familiares en todas partes.